# Jamis Zaqut
Jamis Zaqut (Franja de Gaza, 6 de diciembre de 1965) es un deportista palestino que compitió en atletismo adaptado.

## Vida personal
Tiene nueve hijos. Fue herido en 1992 tras caerse mientras trabajaba en una obra en construcción en Israel, viviendo desde entonces en silla de ruedas; a partir de allí comenzó su carrera deportiva, tras recibir tratamiento durante varios años un centro de rehabilitación de Ramala. Hacia 2012 residía en un campo de refugiados de Jan Yunis.
En 2011 fue el foco de un documental producido por el canal de televisión británico Channel 4, que presentó a los atletas con discapacidad de Gaza.

## Carrera deportiva
Comenzó practicando natación y baloncesto (donde llegó a ser capitán del equipo palestino), hasta que se acercó al atletismo. En la actualidad entrena en un parque de la ciudad de Gaza.
Participó en el campeonato mundial de 1998, quedando en segundo lugar en lanzamiento de disco, cuarto en lanzamiento de jabalina y quinto en lanzamiento de peso. Ha participado en numerosas competiciones asiáticas.

### Londres 2012

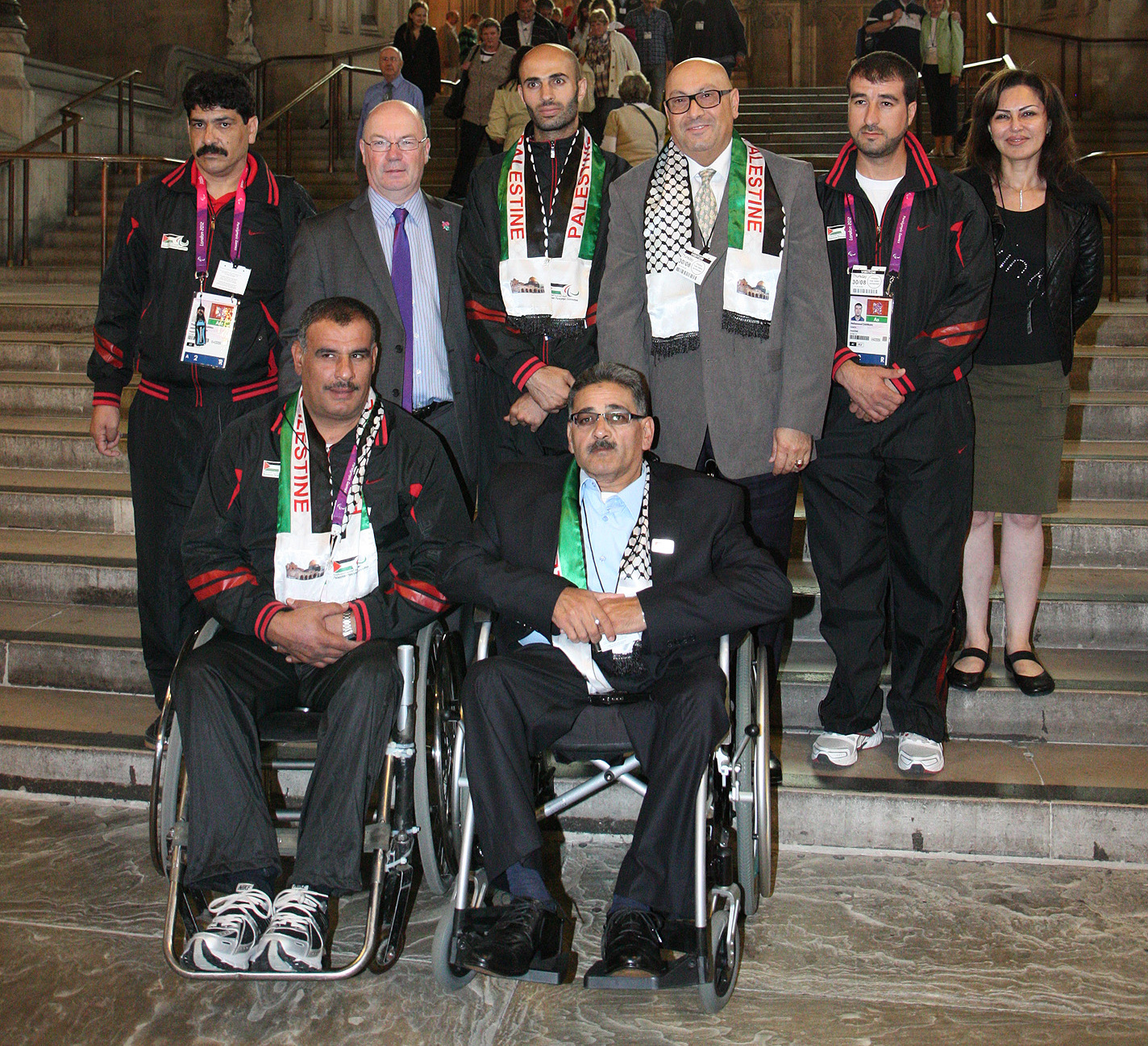
Equipo de Palestina en los Juegos Paralímpicos de Londres 2012.

Participó en los Juegos Paralímpicos de verano de 2012 en Londres (Reino Unido), donde fue el abanderado de la delegación palestina. Accedió a los Juegos tras clasificar en Doha, ganó en lanzamiento de bala con 10,77 metros, poco después de establecer un récord asiático de 11,34.
Previamente en los eventos clasificatorios en Dubái (Emiratos Árabes Unidos) estableció un nuevo récord mundial en lanzamiento de peso adaptado (a una distancia de 11,40 metros) y obtuvo cinco medallas de oro. Para los Juegos de Londres continuó su entrenamiento en Catar.
Compitió en los eventos de lanzamiento de peso, de disco y de jabalina. Su mejor resultado lo obtuvo en el primer evento, quedando en cuarto lugar con un lanzamiento de 11,30 metros.